# 極東選手権競技大会野球競技
極東選手権競技大会における野球競技（きょくとうせんしゅけんきょうぎたいかいにおけるやきゅうきょうぎ）は、1913年の第1回大会から1934年の第10回大会までの全10大会において実施された。

## 歴代大会
| 大会 | 年          | 開催都市 | 開催国     | 優勝国     |
| ---- | ----------- | -------- | ---------- | ---------- |
| I    | 1913 (詳細) | マニラ   | フィリピン | 日本       |
| II   | 1915 (詳細) | 上海     | 中国       | フィリピン |
| III  | 1917 (詳細) | 東京     | 日本       | 日本       |
| IV   | 1919 (詳細) | マニラ   | フィリピン | フィリピン |
| V    | 1921 (詳細) | 上海     | 中国       | フィリピン |
| VI   | 1923 (詳細) | 大阪     | 日本       | フィリピン |
| VII  | 1925 (詳細) | マニラ   | フィリピン | フィリピン |
| VIII | 1927 (詳細) | 上海     | 中国       | 日本       |
| IX   | 1930 (詳細) | 東京     | 日本       | 日本       |
| X    | 1934 (詳細) | マニラ   | フィリピン | フィリピン |